# Teatro Japonés (Madrid)
El Teatro Japonés fue una sala de teatro de Madrid, inaugurada en 1900.

## Descripción

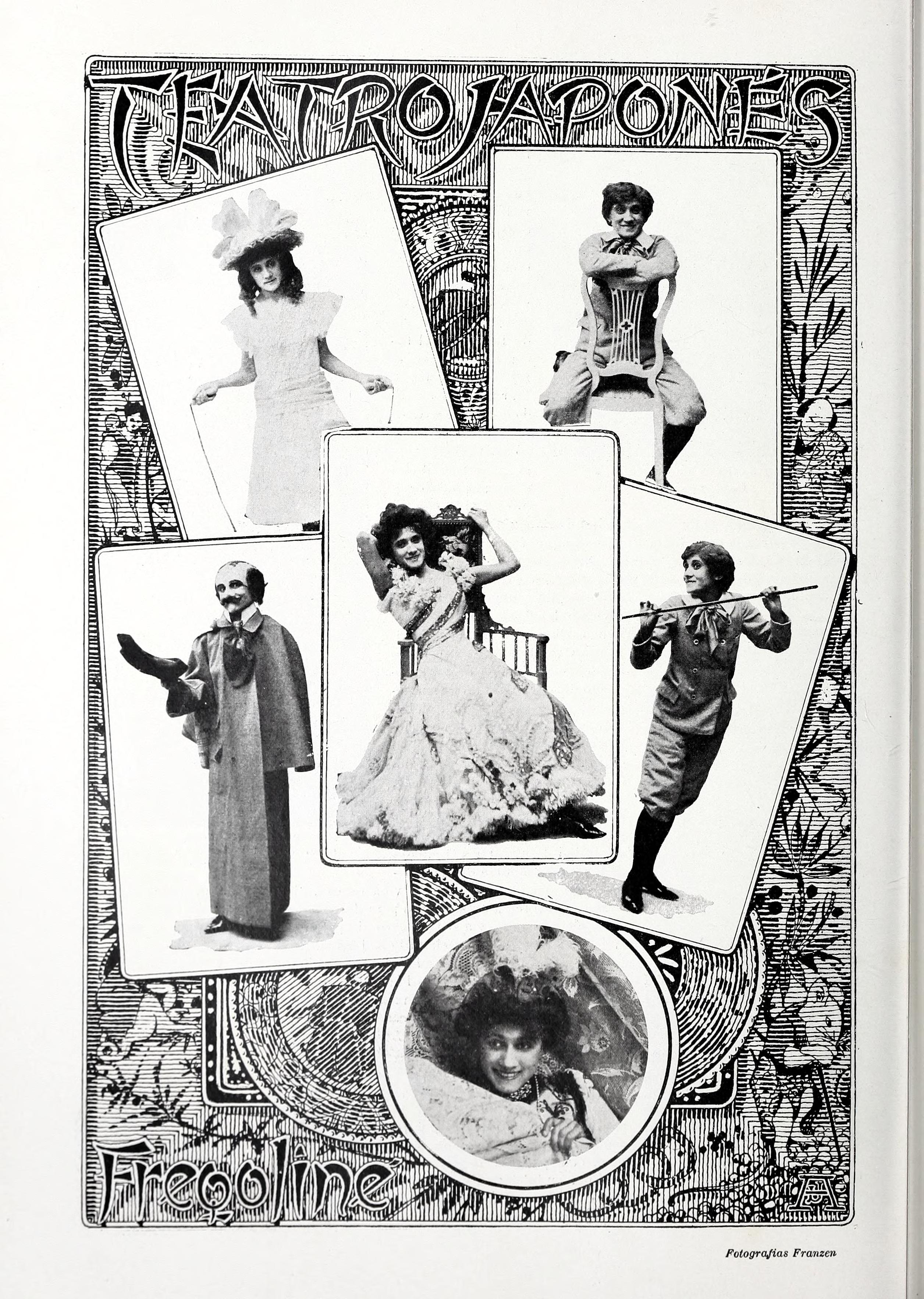
Teatro Japonés

El teatro fue inaugurado el 31 de octubre de 1900, en un espectáculo exclusivo para la prensa en el que participaron coupletistas francesas e Irma Darlot, entre otros. La decoración de la sala corrió a cargo de José Arija.
El teatro, cuyo promotor fue el empresario teatral José Fernández, estuvo destinado al cuplé y espectáculos de variedades y tuvo una vida efímera, aunque iniciaron su carrera en él artistas como Amalia Molina, Pastora Imperio o la Fornarina. Estuvo ubicado en el antaño número 36 de la calle de Alcalá, en Madrid.